# Д’Альбер д’Айи, Шарль
Шарль д’Альбе́р д’Айи́ (фр. Charles d’Albert d’Ailly duc de Chaulnes; 19 марта 1625, Амьен, Пикардия, Франция — 4 сентября 1698, Париж) — герцог де Шон, французский государственный, военный и дипломатический деятель.

## Биография
Сын маршала Оноре Д’Альбера и Клер Шарлотты Элеоноры, богатой наследницы дома д’Айи.
Сначала служил в армии. В 1655 ему было присвоено звание лейтенанта-генерала армии Франции, в 1661 стал королевским рыцарем (chevalier des ordres du roi). С 1664 — лейтенант шеволежеров полка королевской гвардии.

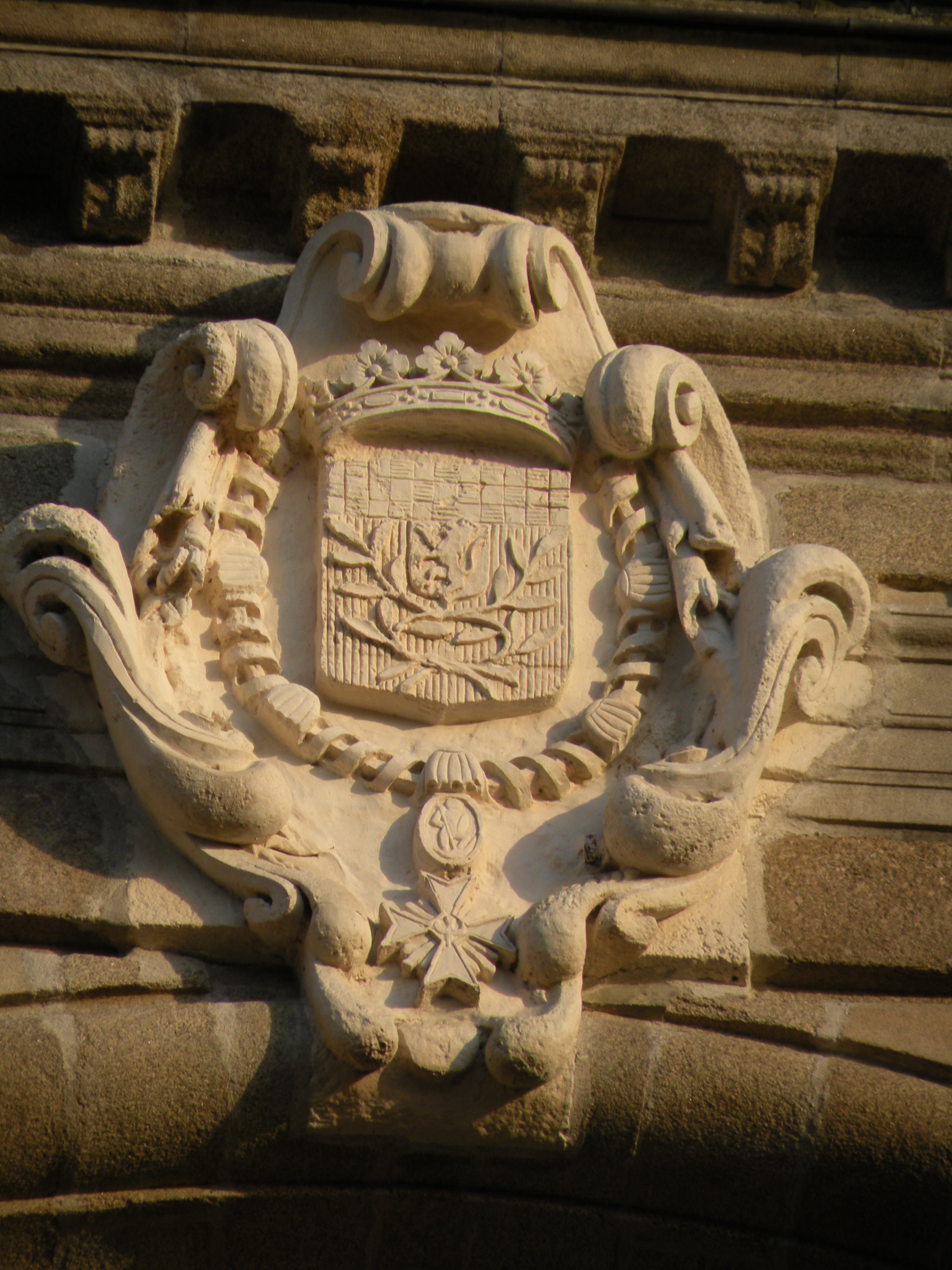
Герб Шарля д’Альбера д’Айи на фасаде Собора Сен-Пьер де Ренн

После смерти своего старшего брата Анри Луи д’Альбера д’Айи, не оставившего потомства, в 1653 году стал третьим герцогом де Шон.
В 1666 году был отправлен посланником в Рим и способствовал избранию папы Климента IX. Шарль д’Альбер де Шон действовал при этом в интересах Франции так искусно, что с тех пор Людовик XIV всегда посылал его на конклавы, избиравшие пап. Так в 1670 году вернулся в Рим, для избрания Папы Климента X.
В 1670 году стал губернатором Бретани.
В промежутки между этими поручениями он жил в Париже или в своих имениях в Бретани, где пользовался большой любовью среди крестьян. Но когда в 1675 среди них вспыхнуло восстание, вызванное новыми налогами, Шарлю д’Альберу де Шону, как верховному главнокомандующий королевских войск в Бретани, пришлось принять крутые меры для подавления восстания, чем он совершенно подорвал свою популярность. Будучи не в силах остановить волну повстанческих настроений, потребовал вмешательства королевских войск и сурового наказания мятежников. За это его союзники-аристократы и население Бретани наделили прозвищем «Жирная свинья» («gros cochon»).
В 1675 году во время Голландской войны был направлен дипломатическим представителем Франции в Кёльн.
В 1689 году, оставаясь губернатором Бретани, в третий раз был назначен посланником в Риме и содействовал избранию папы Александра VIII.
Во время войны с Аугсбургской лигой командовал войсками в Бретани, чтобы помешать высадке англичан. В 1695 году, однако, Людовик XIV перевел его в Гиень, чтобы отдать Бретань своему незаконному сыну, Луи-Александру де Бурбону графу Тулузскому.
Оставался на посту губернатора Гиени до своей смерти. Умер бездетным. После смерти Шарля д’Альбера д’Айи в 1698 году его титул унаследовал дальний родственник Луи Огюст д’Альбер д’Айи (1678—1744), будущий маршал.